# Духівська сільська рада
Духівська сільська рада — колишній орган місцевого самоврядування у Лубенському районі Полтавської області з центром у c. Духове.

## Населені пункти
Сільраді були підпорядковані населені пункти:
- c. Духове
- c. Гінці
- c. Карпилівка

## Населення
Згідно з переписом УРСР 1989 року чисельність наявного населення сільської ради становила 1320 осіб, з яких 553 чоловіки та 767 жінок.
За переписом населення України 2001 року в сільській раді мешкало 1038 осіб.

### Мова
Розподіл населення за рідною мовою за даними перепису 2001 року:
| Мова       | Відсоток |
| ---------- | -------- |
| українська | 96,76 %  |
| російська  | 2,29 %   |
| циганська  | 0,57 %   |
| білоруська | 0,29 %   |
| молдовська | 0,10 %   |